# Marc Richir
 (août 2023).
Marc Richir, né le 2 février 1943 à Couillet en Belgique et mort le 9 novembre 2015 à Avignon en France, est un philosophe belge, ayant vécu la majeure partie de sa vie dans le sud de la France.
Issu de la physique, initié à la pensée philosophique à travers la lecture de Descartes, Kant et l'enseignement de Max Loreau, il se spécialise en phénoménologie et devient enseignant-chercheur. Il travaille également auprès de Jérôme Millon et Marie-Claude Carrara, ses principaux éditeurs, en tant que directeur de collection.
Son œuvre, abondante — vingt-quatre ouvrages et plus de deux cents articles —, se situe à la croisée de multiples champs de recherche, de l'anthropologie politique à la pensée mathématique en passant par l'esthétique et les psychopathologies.
Il se considère comme un héritier d'Edmund Husserl. Mais s’il demeure attaché à l’esprit de la phénoménologie husserlienne, il n’en reprend pas la lettre,,.
Défiante vis-à-vis du tournant heideggerien, mesurée dans ses emprunts au structuralisme,, imperméable au cognitivisme ambiant comme aux développements de la philosophie analytique, son œuvre reçoit un accueil pour le moins mitigé. Quand d'autres prétendaient accomplir la phénoménologie en la dépassant, la résorber dans son dehors ou son fondement présumé (que ce soit en faveur d'une métaphysique de la nature, de la donation ou de la Vie majuscule, d'une pensée théologique ou résolument cosmologique), Richir lui, faisait le vœu d'exhumer le statut du ''phénoménologique'' en tant que tel. Il s'intéresse ainsi au "contenu" du phénoménologique, sa teneur (les phénomènes comme rien-que-phénomènes, en amont des vécus intentionnels émergeant de leur déformation) autant que sa méthode (en tant que voie d'accès au registre d'expérience le plus archaïque), et sans rien négliger de ces "territoires" que Husserl, et à sa suite Eugen Fink ou Maurice Merleau-Ponty, auraient laissé en friche. Refonte plutôt que re-fondation, la phénoménologie richirienne paraissait vouée à demeurer "en marge" des grandes orientations fixées par ses contemporains.
Il est aujourd'hui considéré comme l'un des phénoménologues les plus importants de sa génération.

## Biographie
Géologue amateur, physicien expérimental, puis enfin philosophe, le parcours intellectuel de Richir semble jalonné de bifurcations. Après avoir sérieusement envisagé des études de géologie (au point de rallier la Société Belge de Géologie), il se résout à suivre un cursus de  physique, mû par un tempérament qu'il qualifiera plus tard de "pythagoricien".
Fraîchement diplômé de l'Université de Liège, à l'âge de 21 ans, il se marie et officie une année durant au sein d'un laboratoire de son Institut d'Astrophysique, étudiant au côté d'Albert Van de Vorst la résonance paramagnétique.
Pourtant, la lecture des Méditations métaphysiques, et surtout des Préfaces de la Critique de la raison pure, le persuade qu'il n'est qu'une démarche philosophique pour toucher "aux entrailles de la nature". En 1965, il s'inscrit donc à l'Université Libre de Bruxelles, tout en enseignant les mathématiques et la physique à l'École Normale de Charleroi. Là, il suivra les cours dispensés par Chaïm Perelman, Jean Paumen et Max Loreau – lequel dirigera, en 1968, son Mémoire de maîtrise consacré à Edmund Husserl. La même année, il publie son premier article de philosophie, avant de délivrer sa première conférence.
Les années suivantes seront scandées par les parutions de la revue Textures, d'abord modeste revue étudiante belge, aux intérêts épars, qui prendra un tour nettement plus politique à l'été 70, en s'ouvrant aux contributions parisiennes. C'est dans ses colonnes que Richir publie ce que d'aucune tiennent pour l'article inaugural de sa pensée : Le Rien enroulé – Esquisse d’une pensée de la phénoménalisation. Les discussions qu'il noue avec Lefort et Castoriadis viendront également déterminer sa conception du sens (et du simulacre) politique(s), de l'institution symbolique, ainsi que ses lectures de Machiavel et de Merleau-Ponty. L'entreprise prendra néanmoins fin en 1976, à la suite de désaccords de fond entre les sections bruxelloise et parisienne.
Cinq après le Mémoire, cette fois sous la direction de Jean Paumen, Richir soutient une thèse de 700 pages portant sur "la question de la phénoménologie et de la cosmologie dans le jeune idéalisme allemand", dont il tirera ses deux premiers ouvrages, ainsi qu'une solide connaissance du second Heidegger (notamment celui d'Acheminement vers la parole), de Hegel et Fichte, consacrant au moins une année à l'étude de chacun d'entre eux.
Lui-même dirigera par la suite une dizaine de mémoires et doctorats, parmi lesquels ceux de Marc Groenen, Pierre Kerszberg, Albino Lanciani et Yasuhiko Murakami,.
En 1976, et à la suite de la dissolution de Textures, il déménage en Provence, dans le Vaucluse, avec femme et enfant. Il y demeurera toute sa vie.
Loin de Paris et de Bruxelles, dans cette Provence fantasmée depuis son adolescence, il se retire pour lire enfin sérieusement, de son propre aveu, Platon et la tradition néoplatonicienne. De là émergeront, au début des années 80, les deux tomes des Recherches phénoménologiques.
Il décroche, en 1977, la fonction de chercheur qualifié au Fonds de la recherche scientifique (Belgique), avec un mandat à durée indéterminée. La faible charge de cours associée lui assurera un revenu constant tout en lui ménageant suffisamment de temps pour ses recherches et sa nouvelle activité éditoriale. Cofondateur d'Ousia aux côtés notamment de Lambros Couloubaritsis, c'est finalement auprès de Jérôme Millon, rencontré en 1986 par l'intermédiaire de Jacques Prunair, qu'il trouve une maison d'édition conforme à ses aspirations de philosophe. Il publiera chez eux l'essentiel de ses ouvrages, et y fondera la collection Krisis. C'est elle qui supervisera les premières traductions en langue française de La Sixième Méditation cartésienne (Fink) et de Husserliana XXIII (publié sous le titre de Phantasia, conscience d'image, souvenir), lesquelles inspireront à leur tour la trame de deux de ses plus importants essais : les Méditations phénoménologiques et Phénoménologie en esquisses, respectivement.
Richir occupera tour à tour les fonctions de professeur à l’Université libre de Bruxelles (dispensant d'abord des cours de logique et d'épistémologie, puis de métaphysique), directeur de programme au Collège international de philosophie (Paris), et enfin chargé de cours à l’ENS de Fontenay, ainsi qu'à Paris VIII, jusqu'à sa retraite en 2008. Il tiendra dès lors un séminaire privé, deux fois l'an, au domicile arcueillais de Joëlle Mesnil, psychologue hospitalière, et l'une de ses plus anciennes lectrices.
Concomitamment, chaque été depuis 2001, il reçoit les sociétaires de l'Association pour la promotion de la phénoménologie (aujourd'hui rebaptisée Association internationale de phénoménologie), dans sa maison de La Rochegiron, tant pour faire état du prochain numéro des Annales que pour exposer ses récents travaux.
Il meurt d'un cancer le 9 novembre 2015 à Avignon. Un peu moins de quatre ans plus tard (mars 2019), sous l'impulsion d'Alexander Schnell et le patronage de l'Université de Wuppertal, en Allemagne, se voient inaugurées les archives Marc Richir.
Il fut un proche ami de Jean-Toussaint Desanti et de Patrice Loraux, son élève, en compagnie desquels il pratiquait des séances régulières de lectures d'Aristote,.

## Œuvres

### Ouvrages (en français)
- Au-delà du renversement copernicien – La question de la phénoménologie et de son fondement, La Haye, Martinus Nijhoff, coll. Phaenomènologica, n° 7, 1976 (ISBN 9789024719037)
- Le rien et son apparence – Fondements pour la phénoménologie (Fichte, Doctrine de la science 1794/95), Bruxelles, Ousia n°1-2, 1979 (ISBN 978-2870600016)
- Recherches Phénoménologiques (I.II.III) – Fondation pour la phénoménologie transcendantale, Bruxelles, Ousia n°5, 1981 (ISBN 978-2870600047)
- Recherches Phénoménologiques (IV-V) – du schématisme phénoménologique transcendantal, Bruxelles, Ousia n°9, 1983 (ISBN 978-2870600092)
- Phénomènes, temps et êtres – Ontologie et phénoménologie, Grenoble, Jérôme Millon, coll. Krisis, février 1987 (ISBN 978-2905614087)
- Phénoménologie et institution symbolique – Phénomènes, temps et êtres II, Grenoble, Jérôme Millon, coll. Krisis, mars 1988 (ISBN 978-2905614162)
- La Crise du sens et la phénoménologie – Autour de la Krisis de Husserl, Grenoble, Jérôme Millon, coll. Krisis, février 1990 (ISBN 978-2905614360)
- Du Sublime en politique, Paris, Payot, coll. Critique de la politique, février 1991 (ISBN 978-2228882798)
- Méditations phénoménologiques – Phénoménologie et phénoménologie du langage, Grenoble, Jérôme Millon, coll. Krisis, novembre 1992 (ISBN 978-2905614810)
- Le Corps – Essai sur l’intériorité, Paris, Hatier, coll. Optiques philosophie, octobre 1993 (ISBN 978-2218073618)
- La Naissance des dieux, Paris, Hachette, coll. Essais du XXe siècle, mars 1995 (ISBN 978-2012351493)
- Melville – Les assises du monde, Paris, Hachette, coll. Coup double, octobre 1996 (ISBN 978-2012351707)
- L'Expérience du penser – Phénoménologie, philosophie, mythologie, Grenoble, Jérôme Millon, coll.  Krisis, octobre 1996 (ISBN 978-2841370443)
- Phénoménologie en esquisses – Nouvelles fondations, Grenoble, Jérôme Millon, coll. Krisis, janvier 2000 (ISBN  978-2841370924)
- L'Institution de l’idéalité – Des schématismes phénoménologiques, Beauvais, Association pour la promotion de la phénoménologie, coll. Mémoires des Annales, avril 2002 (ISBN 978-2951822603)
- Phantasia, imagination, affectivité – Phénoménologie et anthropologie phénoménologique, Grenoble, Jérôme Millon, coll. Krisis, avril 2004 (ISBN 978-2841371600)
- Fragments phénoménologiques sur le temps et l’espace, Grenoble, Jérôme Millon, coll. Krisis, octobre 2006 (ISBN 978-2841371983)
- Fragments phénoménologiques sur le langage, Grenoble, Jérôme Millon, coll. Krisis, février 2008 (ISBN  978-2841372249)
- Variations sur le sublime et le soi, Grenoble, Jérôme Millon, coll. Krisis, avril 2010 (ISBN  978-2841372553)
- Sur le sublime et le soi – Variations II, Amiens, Association promotion phénoménologie, coll. Mémoires des Annales de phénoménologie, février 2011 (ISBN 978-2916484075)
- La contingence du Despote, Paris, Payot & Rivages, coll. Critique de la politique, février 2014 (ISBN  978-2228910392)
- De la Négativité en phénoménologie, Grenoble, Jérôme Millon, coll. Krisis, mai 2014 (ISBN 978-2841373031)
- L’Écart et le Rien – Conversations avec Sacha Carlson, Grenoble, Jérôme Millon, coll. Krisis, mai 2015 (ISBN 978-2841373116)
- Propositions Buissonnières, Grenoble, Jérôme Millon, coll. Krisis, mars 2016 (ISBN 978-2841373253)

### Articles et chapitres d'ouvrages (bref échantillon)
- « Prolégomènes à une théorie de la lecture », Textures n° 5 : Fictions, Bruxelles, printemps 1969, pp. 35-53
- « Le sens de la phénoménologie dans Le Visible et l’Invisible », Esprit n°6 : Maurice Merleau-Ponty, Paris, juin 1982, pp. 124-145
- « De l’illusion transcendantale dans la théorie cantorienne des ensembles », Philosophie et Sciences, éd. de l’Université de Bruxelles, coll. Annales de l’Institut de Philosophie et de Sciences Sociales, 1986, pp. 93-118
- « Le temps : porte-à-faux originaire », L’expérience du temps – Mélanges offerts à Jean Paumen, Bruxelles, Ousia , coll. Recueil. 1, février 1989, pp. 7-40
- « Quelques prolégomènes pour une phénoménologie des couleurs », La Couleur, Lambros Couloubaritsis et Jean-Jacques Wunenburger (dir.), Bruxelles, Ousia, coll. Recueil. 4, février 1993, pp. 165-188
- « La mesure de la démesure : De la nature et de l’origine des Dieux », Épokhè n° 5 : la démesure, Jérôme Millon, Grenoble, janvier 1995, pp. 137-173
- « Doute hyperbolique et « machiavélisme » : l’institution du sujet moderne chez Descartes », Archives de Philosophie, Tome 60, cahier 1, Paris, janvier-mars 1997, Beauschêne, mars 1997, pp. 109-122
- « Sur l’inconscient phénoménologique : Épochè, clignotement et réduction phénoménologique », L’Art du Comprendre, n°8 : De l’inconscient phénoménologique, Paris, février 1999, pp. 166-131
- « Les structures complexes de l’imagination selon et au-delà de Husserl », Annales de Phénoménologie n°2/2003, Beauvais, décembre 2002, pp. 99-141
- « Du rôle de la phantasia au théâtre et dans le roman », Littérature n° 132, Paris, Larousse, décembre 2003, pp. 24-33
- « La nature aime à se cacher », Kairos n° 26 : Cosmologies, Toulouse, Presses Universitaires du Mirail, décembre 2005, pp. 77-92
- « Le sens de la phénoménologie », Philosophy, phenomenology and sciences – Essays in commemoration of Edmund Husserl, Carlo Ierna, Filip Mattens, Hanne Jacobs (éds.), Springer, coll. Phaenomenologica (vol. 200), avril 2010, pp. 25-39

On trouvera une bibliographie exhaustive sur le site Marc Richir

## Activités éditoriales
Durant sa première période d'activité philosophique, Marc Richir participe à la création de la revue Textures, avec, entre autres, Luc Richir (son frère), Cornelius Castoriadis, Robert Legros, Claude Lefort, Jacques Dewitte, Marcel Gauchet et Miguel Abensour. D'autres revues suivront : Épokhè (six numéros) puis les Annales de phénoménologie (toujours en cours de parution), elles-mêmes affiliées à l'Association pour la promotion de la phénoménologie, dont il est l'un des membres fondateurs.
Il commence par publier aux éditions Ousia, fondées après l'extinction de Textures. Néanmoins, sa rencontre avec les Éditions Jérôme Millon s'avère déterminante pour le reste de sa carrière : il y fera paraître quasiment tous ses ouvrages, de Phénomènes, temps et êtres aux Propositions Buissonnières.
À la fin des années 1980, il devient directeur de sa collection Krisis. Il fait alors paraître un grand nombre de classiques de la philosophie et de la tradition phénoménologique, tels que le Livre des XXIV philosophes, Les Disputes métaphysiques XXVIII et XXIX de Francisco Suárez ou Les monades de Condillac, ainsi que deux ouvrages de Gilbert Simondon et trois de Schelling, mais aussi d'importants essais de Fink, Ludwig Binswanger, Jan Patočka, Henri Maldiney, Kimura Bin et Erwin Straus. Il dirige, en compagnie d'Étienne Tassin et d'Éliane Escoubas, divers volumes dédiés à la pensée d'éminents phénoménologues, et publie enfin des études historiques et commentaires, comme ceux de Jacques Taminiaux, Franck Pierobon (dont il dirige la thèse), Jean Greisch, Stanislas Breton, etc.

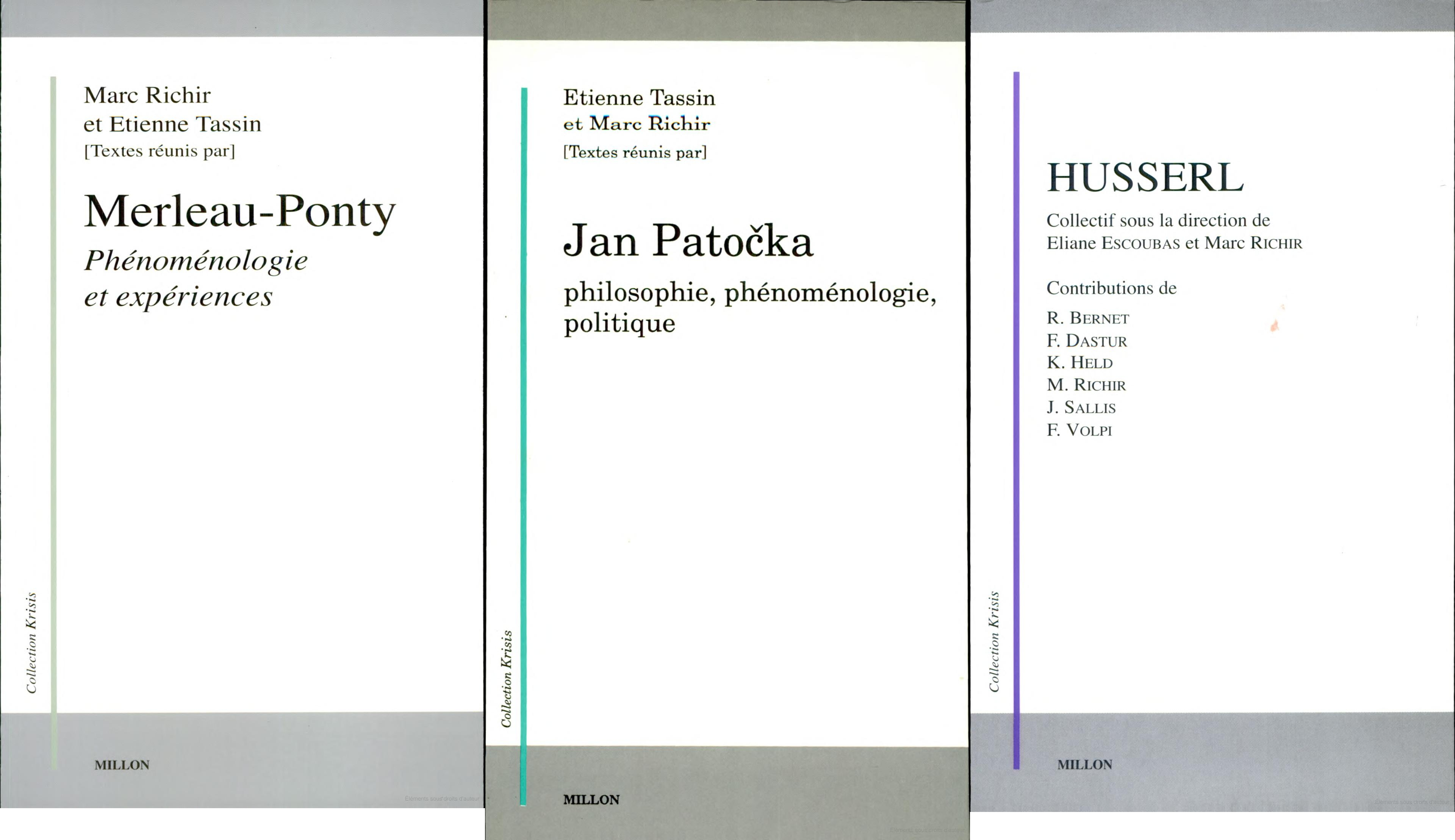

En 2002, il crée les Mémoires des Annales de Phénoménologie, une collection d'ouvrages faisant le vœu d'apporter une visibilité aux travaux des membres de l'Association pour la promotion de la phénoménologie.
Richir publie également plusieurs traductions, aussi bien des inédits de Husserl (Hua XXIII, Hua XXXIV, Hua XXXIII, Hua XXXV, Hua XXXIII) que les Recherches philosophiques sur l’essence de la liberté humaine de Schelling (coll. critique de la Politique, Payot, Paris, 1977).
Il apporte enfin sa contribution à de nombreux ouvrages, tels que Le Vide : Univers du Tout et du Rien, Revue de l’Université de Bruxelles. Éditions Complexe, 1998, sous la direction d'Edgard Gunzig et Simon Diner ; L’être et le phénomène, Vrin, 2009, édité par Jean-Christophe Goddard et Alexander Schnell, ou encore Utopia 3 - La question de l'art au 3e millénaire, Germs, 2012, sous la direction de Ciro Giordano Bruni.

## Postérité et réception
On pourrait adresser à l'œuvre de Marc Richir les mots qu'Etienne Tassin et lui-même réservent à Merleau-Ponty, dans l'avant-propos de leur ouvrage collectif : "une œuvre, non pas inconnue mais méconnue, qui, à part quelques exceptions d'autant plus remarquables, a traversé pendant quelque vingt-cinq ans une sorte de purgatoire." Il aura fallu en effet attendre le milieu des années 2000 pour que celle de Richir accède à une authentique reconnaissance universitaire, en dépit des quelques (rares) articles, recensions et entretiens qui lui furent consacrés jusqu'alors.
Selon Antonino Mazzù – lui-même ancien doctorant de Richir – il convient néanmoins de distinguer au moins « deux générations d’interprètes : les lecteurs de longue date qui ont publié des travaux de référence (ceux de Robert Alexander, de Sacha Carlson, d’Alexander Schnell, de Florian Forestier, de Pablo Posada Varela, de Joëlle Mesnil) et les lecteurs d’une nouvelle génération qui tantôt s’intéressent et étudient l’œuvre pour elle-même (dans ses grandes dimensions ou sur tel point spécifique), tantôt nourrissent leurs propres recherches (par exemple et notamment en psychopathologie phénoménologique ou en philosophie politique) de l’étude attentive de Richir ».
Parmi les membres de cette seconde génération, on citera notamment István Fazakas, Philip Flock et Jean-François Perrier, qui tous ont consacré leur thèse à la pensée de Marc Richir,.
Longtemps cantonnée à une réception franco-allemande, son œuvre rencontre depuis les années 2000 un public toujours plus large. Elle est aujourd'hui commentée, discutée et traduite dans de nombreux pays européens (Espagne, Italie, Russie, Tchéquie, etc.), ainsi qu'au Mexique, au Chili ou au Japon.
Elle est réputée difficile d'accès, à juste titre selon quelques-uns de ses principaux commentateurs,.